# Priscilla Chan
Priscilla Chan (Braintree, Massachusetts, 24 de febrero de 1984) es una pediatra y filántropa estadounidense. Ella y su marido, Mark Zuckerberg, cofundador y consejero delegado de Meta Platforms, crearon Chan Zuckerberg Initiative en diciembre de 2015 con el compromiso de transferir el 99 % de sus acciones de Facebook, valoradas entonces en 45 000 millones de dólares. Estudió en la Universidad de Harvard y se licenció en Medicina por la Universidad de California en San Francisco.

## Vida y carrera
Chan nació el 24 de febrero de 1985 en Braintree Massachusetts y creció en Quincy (Massachusetts), un suburbio de Boston. Sus padres eran inmigrantes chinos de Vietnam que huyeron del país en barcos de refugiados. Creció hablando cantonés e interpretaba para sus abuelos. Tiene dos hermanas menores, todas nacidas en Estados Unidos. El padre de Chan tenía un restaurante en Massachusetts, que luego vendió para dirigir una empresa mayorista de pescado en 2006. Chan obtuvo el mejor expediente académico de su promoción en el instituto Quincy High School.
Chan ingresó en la Universidad de Harvard en 2003, donde conoció a Mark Zuckerberg y empezó a salir con él. Durante su estancia en Harvard, participó en el programa Franklin Afterschool Enrichment. Tras licenciarse en biología en 2007, enseñó ciencias en la escuela privada Harker School durante un año, antes de ingresar en la facultad de medicina de la Universidad de California en San Francisco en 2008, donde terminó su residencia en pediatría en 2015.
Es la primera graduada universitaria de su familia.
En 2016, cofundó "The Primary School", una organización sin ánimo de lucro que ofrecería educación K-12, así como atención prenatal, en East Palo Alto, California. Es la presidenta del consejo de la escuela.

## Vida personal
Chan se casó con el fundador de Facebook, Mark Zuckerberg, el 19 de mayo de 2012, al día siguiente de la salida a bolsa del sitio. Chan y Zuckerberg anunciaron el nacimiento de su hija Maxima Chan Zuckerberg el 1 de diciembre de 2015. El 28 de agosto de 2017, Chan dio a luz a su segunda hija, a la que llamaron August. El 21 de septiembre de 2022, Zuckerberg anunció que él y Chan esperaban su tercera hija. El 24 de marzo de 2023, Zuckerberg anunció por sus redes sociales el nacimiento de su tercera hija, Aurelia.
Según una publicación de Zuckerberg en Facebook, Chan es budista aconfesional.

## Filantropía

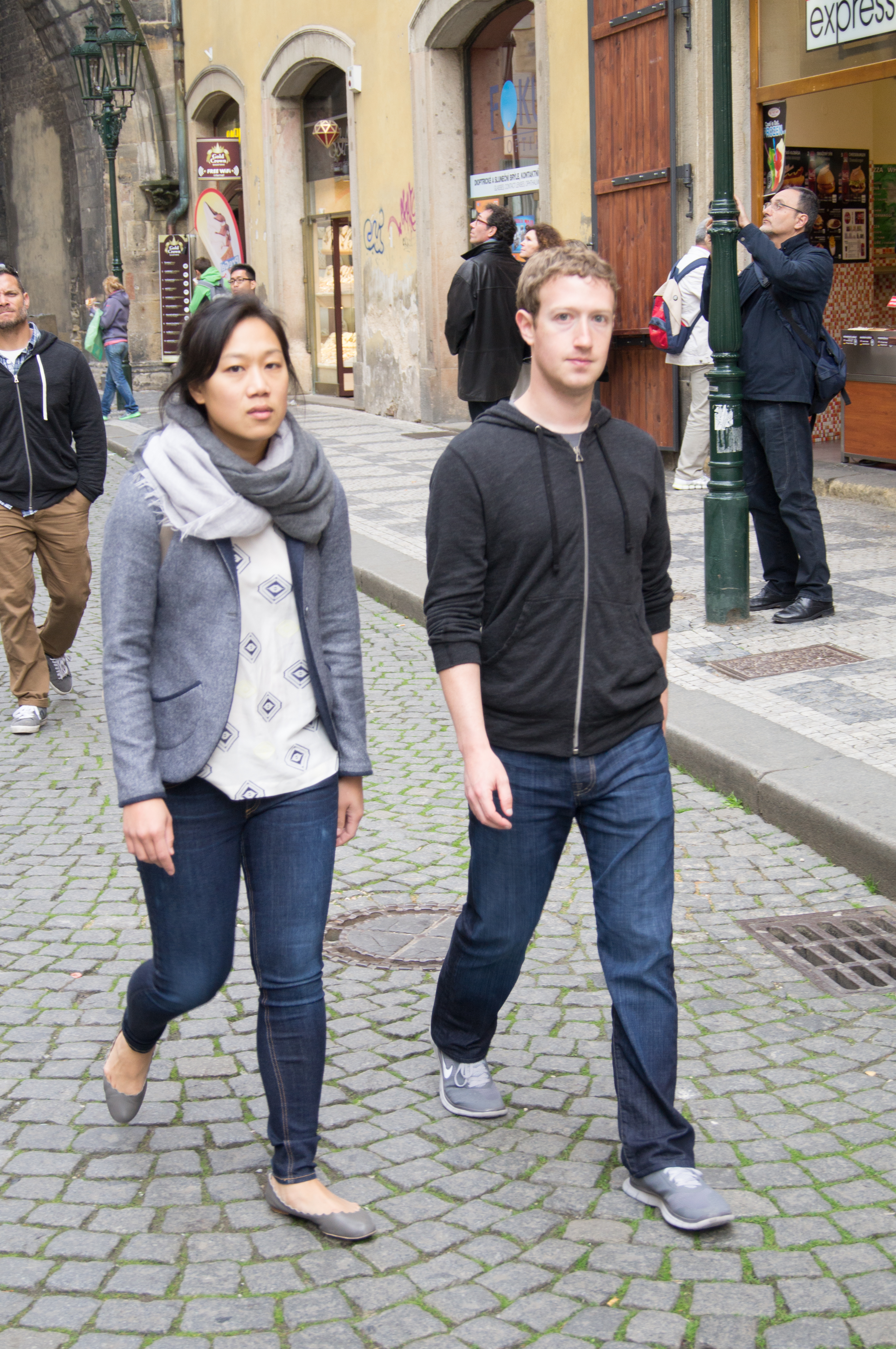
Chan junto con su esposo Mark Zuckerberg en 2013.

Zuckerberg y Chan han donado unos 4.600 millones de dólares a organizaciones benéficas, incluida una donación de 75 millones al Hospital General de San Francisco, donde trabajaba Chan. En 2013, donaron 18 millones de acciones de Facebook (valoradas en más de 970 millones de dólares) a la Fundación Comunitaria de Silicon Valley. La revista Chronicle of Philanthropy situó a la pareja a la cabeza de su lista de los 50 filántropos estadounidenses más generosos de ese año. También prometieron $120 millones para escuelas públicas en el Área de la Bahía de San Francisco.
El 1 de diciembre de 2015, Chan y Zuckerberg publicaron una carta abierta en Facebook dirigida a su hija recién nacida. Se comprometieron a transferir el 99% de sus acciones de Facebook, valoradas entonces en 45.000 millones de dólares, a la Chan Zuckerberg Initiative, que es su nueva sociedad de responsabilidad limitada centrada en la salud y la educación.
Chan se encarga de las operaciones cotidianas de la Chan Zuckerberg Initiative. Sus objetivos benéficos se centran en la educación, la sanidad y la ciencia, estrechamente ligados a su trayectoria personal. Se considera que tuvo una gran influencia en la filantropía de su esposo. Fue una de las seis nominadas al tercer premio anual «Visionary of the Year» de The San Francisco Chronicle en marzo de 2017. El premio honra a los líderes que se esfuerzan por hacer del mundo un lugar mejor y también impulsan el cambio mediante el empleo de prácticas empresariales nuevas e innovadoras.